# Хав'єр Еспіноса
Хав'єр Еспіноса (ісп. Javier Espinosa; нар. 19 вересня 1992, Талавера-де-ла-Рейна) — іспанський футболіст, півзахисник кіпрського клубу АЕК (Ларнака).
Виступав, зокрема, за клуби «Барселона Б», «Вільярреал» та «Твенте», а також юнацьку збірну Іспанії.

## Клубна кар'єра
Народився 19 вересня 1992 року в місті Талавера-де-ла-Рейна. Вихованець футбольної школи клубу «Барселона».
У дорослому футболі дебютував 2009 року виступами за команду «Барселона Б», в якій провів п'ять сезонів, взявши участь у 100 матчах чемпіонату.
Своєю грою за цю команду привернув увагу представників тренерського штабу клубу «Вільярреал», до складу якого приєднався 2014 року. Відіграв за вільярреальський клуб наступний сезон своєї ігрової кар'єри.
Згодом з 2015 по 2018 рік грав у складі команд «Альмерія», «Ельче», «Леванте» та «Гранада».
У 2018 році уклав контракт з клубом «Твенте», у складі якого провів наступні два роки своєї кар'єри гравця. Більшість часу, проведеного у складі «Твенте», був основним гравцем команди.
Протягом 2021 року захищав кольори клубу «Фуенлабрада».
До складу клубу АЕК (Ларнака) приєднався 2021 року. Станом на 11 серпня 2022 року відіграв за клуб з Ларнаки 28 матчів в національному чемпіонаті.

## Виступи за збірну
У 2009 році дебютував у складі юнацької збірної Іспанії (U-17), загалом на юнацькому рівні взяв участь у 5 іграх, відзначившись одним забитим голом.